# Janusz Hryniewicz (muzyk)
Janusz Hryniewicz (ur. w 1947 w Penley) – wokalista, gitarzysta, multiinstrumentalista, kompozytor.

## Życiorys
Rodzice J. Hryniewicza walczyli w armii gen. Władysława Andersa (brali udział w bitwie o Monte Cassino). Muzyk urodził się w południowej Walii, a wychował w Argentynie. Ogromny wpływ na jego wrażliwość wywarło tamtejsze otoczenie i muzyka latynoamerykańska. Po powrocie do Polski rodzina Hryniewiczów zamieszkała w katowickiej dzielnicy Koszutka. Janusz Hryniewicz uczył się gry na skrzypcach, a następnie na gitarze. Jako wokalista zadebiutował śpiewając na szkolnych akademiach. Wówczas jego idolami byli tacy wykonawcy jak: Elvis Presley, Robert Johnson, The Beatles, The Rolling Stones, The Artwoods, czy The Animals. We wczesnych latach sześćdziesiątych związał się ze śląskim środowiskiem muzycznym – w 1963 roku założył swój pierwszy zespół o nazwie Zefiry. W kolejnych latach pojawił się w składach wielu formacji, a byli to m.in.: Ślęzanie, Ametysty, Peany, czy zespół muzyczny klubu Ciapek – w niektórych z tych grup występował z Józefem Skrzekiem. Ponadto krótko współpracował z Czerwono-Czarnymi, występując z nimi w Międzyzdrojach. W kwietniu 1969 roku w miesięczniku Jazz ukazał się artykuł, w którym A. M. Kośmiderski nazwał muzyka weteranem Rytmów Katowic (Przegląd Młodzieżowych Zespołów Muzycznych Rytmy Katowic) i śląskiego ruchu beatowego. Pierwszą profesjonalną grupą Hryniewicza był zespół Wiślanie 69, z którym występował od lipca 1969 r. i dokonał wielu nagrań radiowych, telewizyjnych i płytowych w tym longplay pt. Skąd my się znamy (1970). We wrześniu 1970 roku zespół wyjechał na dziewięciomiesięczne tournée po holenderskich klubach, gdzie występował obok The Cats i George Baker Selection. Tam też nagrał singla Maybe she, maybe you / Clear sun dla wytwórni EMI (1971). Krążek był promowany w rozgłośniach radiowych krajów Beneluxu. W styczniu 1971 roku Hryniewicz wraz z Jerzym Grunwaldem dołączył do zespołu Ryszarda Poznakowskiego z którym wziął udział w imprezie Karnawałowy Poznań Nocą i dokonał nagrań radiowych, które ukazały się w 2016 roku nakładem Kameleon Records na płycie pt. Jerzy Grunwald – Na tych samych ulicach. Niepublikowane nagrania z lat 1971–1975. Zespół istniał ponad pół roku. W latach 1971–1972 wokalista współpracował z Bractwem Kurkowym 1791 z którym nagrał „czwórkę” (1972) i longplay (1972) dla Polskich Nagrań o identycznym tytule Polskie dzwony oraz dokonał nagrań dla Polskiego Radia. Debiut telewizyjny grupy miał miejsce 2 kwietnia 1972 r. w popularnym niegdyś Tele-Echu. Hryniewicz szybko wyrobił sobie markę i był wynajmowany na potrzeby tras koncertowych, m.in. przez takich wykonawców jak Breakout, czy Trubadurzy (zaśpiewał piosenkę, pt. Przedwieczorna godzina na płycie zespołu Będziesz ty). W 1973 roku wyjechał z kraju i przez blisko 25 lat mieszkał w Szwecji. Tam w 1977 roku nawiązał współpracę z J. Grunwaldem, tworząc z nim country-rockowy duet Guitar Brothers, a następnie Grunwald & Hilton. W 1981 roku, nakładem Mariann Records ukazał się cieszący się w Skandynawii sporym powodzeniem album Try. Krążek ukazał się również w Polsce nakładem Tonpressu. Grupa pojawiła się kilkukrotnie na Targach Muzycznych MIDEM w Cannes. W późniejszych latach muzyk występował w skandynawskich lokalach, współtworząc przeróżne formacje muzyczne. Przez pewien okres był także właścicielem restauracji.
Po powrocie do Polski Hryniewicz został realizatorem dźwięku i skupił się na działalności solowej. W latach 1993–1994 współpracował z grupą SBB (jako wokalista tego zespołu brany był pod uwagę już w latach siedemdziesiątych). W maju 1994 roku grupa występowała w ośrodkach polonijnych w Stanach Zjednoczonych, czego efektem było wydanie kasety Live in America (reedycja kompaktowa ukazała w 2005 roku, nakładem Metal Mind Productions). Ukazał się także album, pt. Live 1993. W 1996 roku ukazał się album solowy wokalisty Bum Bum i promujący go singiel Duchy. Najbardziej znaną piosenką z tej płyty jest napisana na poczekaniu kompozycja Duchy. Wywiedziona z meksykańskiego bolero piosenka Hryniewicza często gościła na antenie Programu Pierwszego Polskiego Radia i wygrała w radiowym plebiscycie, stając się przebojem. Artysta podczas koncertów prezentuje repertuar, który składa się z jego autorskich piosenek, a także repertuar latynoski (Grupo Latina) oraz show, podczas którego wciela się w postacie muzycznych idoli wielkich scen światowych (Cameleon Show). W 2012 roku wokalista wszedł w skład zespołu PutOnRock, który współtworzą jego założyciel i dawny współpracownik Hryniewicza Tadeusz Puton (w przeszłości współpracował m.in. z Józefem Skrzekiem, Universe i L-4) i Jerzy Grunwald. 2 maja 2013 roku miała miejsce premiera debiutanckiej płyty tria pt. Szafa marzeń. W nagraniu wzięli również udział: Andrzej Rusek (gitara basowa, kontrabas), Grzegorz Krzykawski (perkusja, instrumenty perkusyjne) oraz gościnnie: Jessie Brown (śpiew) i Józef Skrzek (instrumenty klawiszowe, fortepian, organy). 1 października 2016 roku Hryniewicz i Puton wystąpili na festiwalu Rawa Blues (scena katowickiego Spodka). 5 lipca 2017 roku w Międzyzdrojach, w ramach Festiwalu Gwiazd odbył się koncert pt. Noc przebojów – Hity światowej muzyki, którego pomysłodawcą był Roman Wojciechowski. Hryniewicz wystąpił tam obok: Ewy Bem, Grażyny Łobaszewskiej, Karoliny Cygonek, Sylwestra Targosza-Szalonka, Pauliny Lendy i Wojciechowskiego.